# Bulbophyllum unitubum
Bulbophyllum unitubum là một loài phong lan thuộc chi Bulbophyllum.

## Hình ảnh

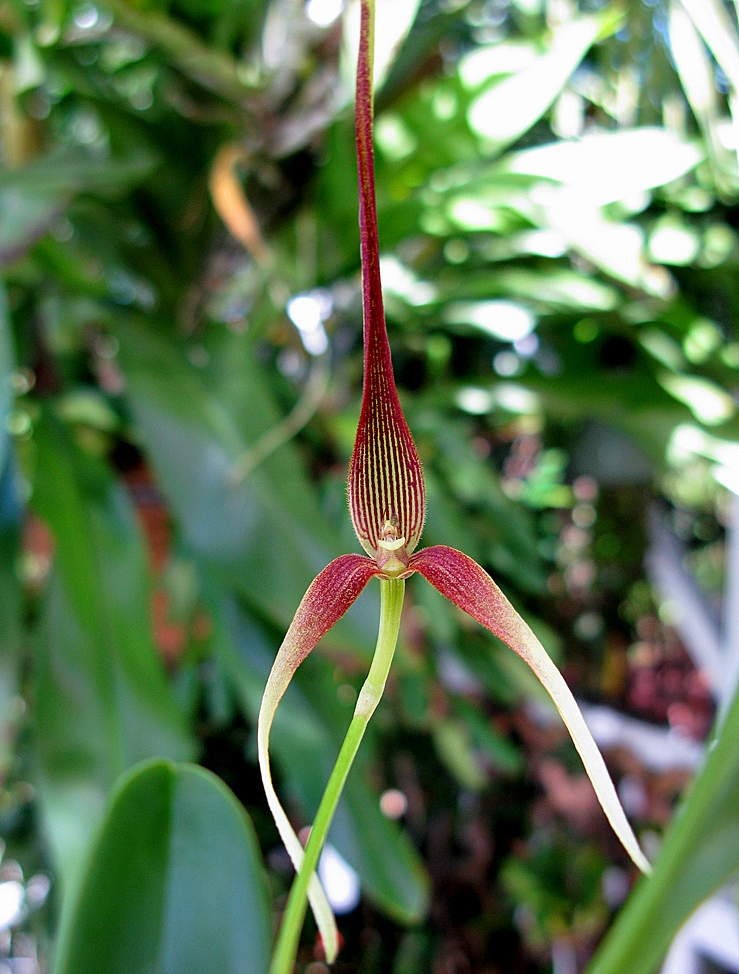